# Nomerobius connexus
Nomerobius connexus är en insektsart som först beskrevs av Banks 1915.  Nomerobius connexus ingår i släktet Nomerobius och familjen florsländor. Inga underarter finns listade i Catalogue of Life.